# Grand Prix automobile d'Italie 1978
Résultats du Grand Prix d'Italie de Formule 1 1978 qui a eu lieu sur le circuit de Monza le 10 septembre 1978.

## Classement
| Pos  | N° | Pilote                | Écurie             | Tours | Temps/Abandon      | Grille | Points |
| ---- | -- | --------------------- | ------------------ | ----- | ------------------ | ------ | ------ |
| 1    | 1  | Niki Lauda            | Brabham-Alfa Romeo | 40    | 1 h 07 min 04 s 54 | 4      | 9      |
| 2    | 2  | John Watson           | Brabham-Alfa Romeo | 40    | +1 s 48            | 7      | 6      |
| 3    | 11 | Carlos Reutemann      | Ferrari            | 40    | +20 s 47           | 11     | 4      |
| 4    | 26 | Jacques Laffite       | Ligier-Matra       | 40    | +37 s 53           | 8      | 3      |
| 5    | 8  | Patrick Tambay        | McLaren-Ford       | 40    | +40 s 39           | 19     | 2      |
| 6    | 5  | Mario Andretti        | Lotus-Ford         | 40    | +46 s 33           | 1      | 1      |
| 7    | 12 | Gilles Villeneuve     | Ferrari            | 40    | +48 s 48           | 2      |        |
| 8    | 14 | Emerson Fittipaldi    | Fittipaldi-Ford    | 40    | +55 s 24           | 13     |        |
| 9    | 29 | Nelson Piquet         | McLaren-Ford       | 40    | +1 min 06 s 83     | 24     |        |
| 10   | 22 | Derek Daly            | Ensign-Ford        | 40    | +1 min 09 s 11     | 18     |        |
| 11   | 4  | Patrick Depailler     | Tyrrell-Ford       | 40    | +1 min 16 s 57     | 16     |        |
| 12   | 20 | Jody Scheckter        | Wolf-Ford          | 39    | +1 tour            | 9      |        |
| 13   | 27 | Alan Jones            | Williams-Ford      | 39    | +1 tour            | 6      |        |
| 14   | 33 | Bruno Giacomelli      | McLaren-Ford       | 39    | +1 tour            | 20     |        |
| Nc.  | 17 | Clay Regazzoni        | Shadow-Ford        | 33    | +7 tours           | 15     |        |
| Abd. | 35 | Riccardo Patrese      | Arrows-Ford        | 28    | Moteur             | 12     |        |
| Abd. | 7  | James Hunt            | McLaren-Ford       | 19    | Distributeur       | 10     |        |
| Abd. | 37 | Arturo Merzario       | Merzario-Ford      | 14    | Moteur             | 22     |        |
| Abd. | 15 | Jean-Pierre Jabouille | Renault            | 6     | Moteur             | 3      |        |
| Abd. | 6  | Ronnie Peterson       | Lotus-Ford         | 0     | Accident           | 5      |        |
| Abd. | 3  | Didier Pironi         | Tyrrell-Ford       | 0     | Accident           | 14     |        |
| Abd. | 16 | Hans-Joachim Stuck    | Shadow-Ford        | 0     | Accident           | 17     |        |
| Abd. | 30 | Brett Lunger          | McLaren-Ford       | 0     | Accident           | 21     |        |
| Abd. | 19 | Vittorio Brambilla    | Surtees-Ford       | 0     | Accident           | 23     |        |
| Nq.  | 25 | Héctor Rebaque        | Lotus-Ford         |       | Non qualifié       |        |        |
| Nq.  | 10 | Harald Ertl           | ATS-Ford           |       | Non qualifié       |        |        |
| Nq.  | 9  | Michael Bleekemolen   | ATS-Ford           |       | Non qualifié       |        |        |
| Nq.  | 18 | Gimax                 | Surtees-Ford       |       | Non qualifié       |        |        |
| Npq. | 23 | Harald Ertl           | Ensign-Ford        |       | Non préqualifié    |        |        |
| Npq. | 32 | Keke Rosberg          | Theodore-Ford      |       | Non préqualifié    |        |        |
| Npq. | 36 | Rolf Stommelen        | Arrows-Ford        |       | Non préqualifié    |        |        |
| Npq. | 38 | Alberto Colombo (en)  | Merzario-Ford      |       | Non préqualifié    |        |        |

Légende :
- Abd.=Abandon - Nc.=Non classé

## Pole position et record du tour
- Pole position : Mario Andretti : 1 min 37 s 520 (vitesse moyenne : 214,110 km/h)
- Meilleur tour en course : Mario Andretti : 1 min 38 s 23 au 33e tour (vitesse moyenne : 212,562 km/h).

## Tours en tête
- Gilles Villeneuve : 34 (1-34)
- Mario Andretti : 6 (35-40)

## À noter
- 17e victoire pour Niki Lauda.

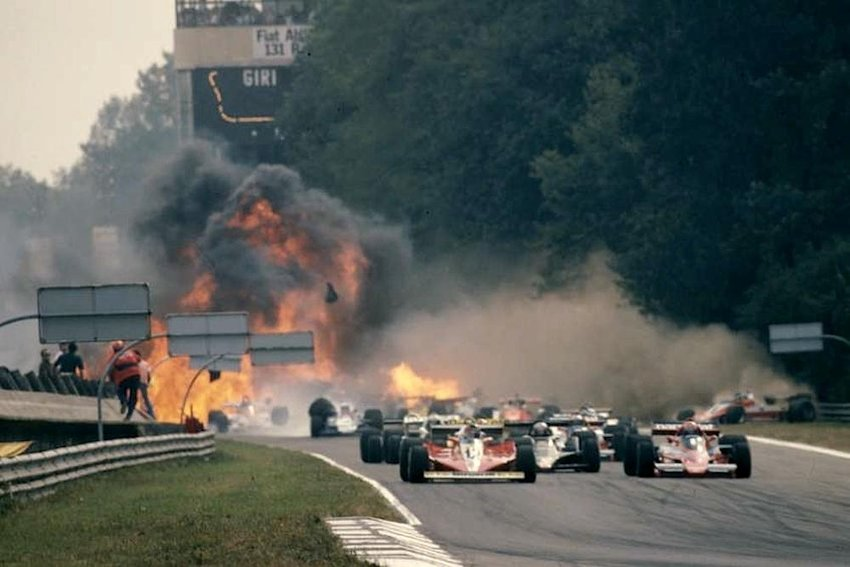
L'accident de Ronnie Peterson au départ.

- 20e victoire pour Brabham en tant que constructeur.
- 12e victoire pour Alfa Romeo en tant que motoriste.
- La course, initialement prévue pour 52 tours, sera courue sur quarante. Un grave carambolage au départ, puis un accident de Jody Scheckter avant le second départ avaient interrompu l'épreuve, qui reprendra un peu avant 18 h, presque trois heures plus tard[1]. Le premier accident entrainera le décès de Ronnie Peterson le lendemain à l'hôpital à la suite de complications médicales.
- Mario Andretti et Gilles Villeneuve, premier et second sous le drapeau à damier sont pénalisés d'une minute pour avoir volé le départ.
- À l'issue de cette course, Mario Andretti est champion du monde des pilotes.